# GCSAM
GCSAM (англ. Germinal center associated signaling and motility) – білок, який кодується однойменним геном, розташованим у людей на 3-й хромосомі. Довжина поліпептидного ланцюга білка становить 178 амінокислот, а молекулярна маса — 21 005.
| 10         |  | 20         |  | 30         |  | 40         |  | 50         |
| ---------- |  | ---------- |  | ---------- |  | ---------- |  | ---------- |
| MGNSLLRENR |  | RQQNTQEMPW |  | NVRMQSPKQR |  | TSRCWDHHIA |  | EGCFCLPWKK |
| ILIFEKRQDS |  | QNENERMSST |  | PIQDNVDQTY |  | SEELCYTLIN |  | HRVLCTRPSG |
| NSAEEYYENV |  | PCKAERPRES |  | LGGTETEYSL |  | LHMPSTDPRH |  | ARSPEDEYEL |
| LMPHRISSHF |  | LQQPRPLMAP |  | SETQFSHL   |  |            |  |            |

A: Аланін

C: Цистеїн

D: Аспарагінова кислота

E: Глутамінова кислота

F: Фенілаланін

G: Гліцин

H: Гістидин

I: Ізолейцин

K: Лізин

L: Лейцин

M: Метіонін

N: Аспарагін

P: Пролін

Q: Глутамін

R: Аргінін

S: Серин

T: Треонін

V: Валін

W: Триптофан

Кодований геном білок за функцією належить до фосфопротеїнів. 
Задіяний у такому біологічному процесі, як альтернативний сплайсинг. 
Локалізований у клітинній мембрані, цитоплазмі, мембрані.